# Massacre (grupo de metal)
Massacre es una banda estadounidense de death metal formada en 1984 por Allen West, Bill Andrews, Rick Rozz, y Terry Butler, y poco después se uniría el vocalista Kam Lee. Massacre es una de las bandas pioneras del death metal junto a Death, Morbid Angel, Possessed, Obituary y Massacra. La banda se ha reunido varias veces con diferentes alineaciones, más recientemente, a finales de 2011.

## Historia
Masacre se formó en 1984 por Allen West (guitarra), Bill Andrews (batería), Mike Fronteras (bajo), y pronto se uniría Kam Lee (vocalista). Se separaron y se unirían varias veces. En 1987, Rozz, Andrews y Butler se unen a Death para grabar Leprosy, posteriormente Rozz reuniría Massacre, mientras tanto, Butler y Andrews se quedarían en Death para grabar Spiritual Healing. Regresarían a Massacre poco tiempo después de ser despedidos de Death y Massacre lanzaría su álbum debut From Beyond lanzado por Earache Records, seguido de un EP un año más tarde (con Cronos de Venom). Después del lanzamiento del EP, la banda se separó de nuevo. Rozz reintegró la banda en 1993 y dio a conocer su nuevo álbum: Promise en 1996. Ese mismo año, Kam Lee dejó la banda durante la posproducción de Promise debido a estar insatisfechos con las canciones y su rendimiento. Kam Lee, Terry Butler y Steve Swanson, junto con Sam Williams y Curtis Beeson se reúnen temporalmente como Massacre en 2006. Butler, Lee, Beeson y Williams continuaron, fundaron Denial Fiend. Blaine Cook remplazaría a Lee y Rob Rampy reemplazaría a Beeson en 2008. en 2011, Butler y Rozz reunieron la banda para una gira de aniversario de From Beyond comenzando el 14 de enero en Tampa, Florida

## Reintegración
Butler y Rozz reunieron Massacre a finales de 2011, con Mike Mazzonetto en la batería y Ed Webb en la voz, y posteriormente tocaron en el festival 70,000 Tons of Metal en Miami, Florida. En marzo de 2012, la banda firmó un contrato de grabación internacional con Century Media Records, que anunciaría un lanzamiento de un disco de vinilo de 7"  en el Festival Wacken Open Air en Alemania y el lanzamiento de su álbum de larga duración a principios de 2014. El 22 de marzo de 2014 Massacre lanza un nuevo álbum llamado  Back From Beyond . El título y la portada del álbum hacen una referencia obvia a su álbum  From Beyond .
El 11 de diciembre de 2014 se anuncia que el bajista Terry Butler y el cantante Ed Webb dejaron la banda. Como resultado, Massacre se disolvió,no hasta 2021 que lanzaron un nuevo sencillo llamado “ruins of R’lyeh” tema incluido en su esperado cuarto álbum “Resurgence”, que sale el 22 de octubre a través Nuclear Blast.

## Actuaciones
Los miembros y exmiembros de Massacre han tocado en muchas bandas notables, sobre todo Death, Obituary, Six Feet Under (banda), Metalucifer, Hate Plow, Kreator, Nasty Savage, Zero Hour y Whiplash (banda). Los miembros y exmiembros también han tocado en bandas menos conocidas Denial Fiend, Last Rite, Havoc Mass, Lowbrow, Fester, Fierce Atmospheres, Death Corps, Cerebral Hemorrhage, Raped Ape, Thatcher, Cadaverizer, Abhorred Existence, Down by Law and Pseudo Heroes, Pain Principle.

## Miembros

### Miembros antiguos
- Kam Lee – voz (1984–1996, 2006–2007)
- Rick Rozz – guitarra (1984–1987, 1989–1995, 2011–2014)
- Mark Brents - voz (1984)
- J.P. Chartier – guitarra (1984)
- Allen West – guitarra (1984–1986)
- Rob Goodwin – guitarra (1986–1987)
- Terry Butler – bajo (1987, 1990–1993, 2006–2007, 2011–2014)
- Steve Swanson – guitarra (1991–1992, 2006–2007)
- Sam Williams – guitarra (2007-2008)
- Scott Blackwood - bajo (1984)
- Pete Sison – bajo (1994-1996)
- Michael Borders – bajo (1984–1986)
- Butch Gonzales – bajo (1990-1991)
- Dave Pybus - bajo (2007)
- Bill Andrews – batería (1984–1993)
- Joe Cangelosi – batería (1990)
- Syrus Peters – batería (1994-1996)
- Curtis Beeson – batería (2007-2008)
- Mike Mazzonetto – batería (2011–2014)
- Ed Webb – voz (2011–2014)

## Discografía

### Álbumes de estudio
- From Beyond (1991)
- Promise (1996)
- Back from Beyond (2014)
- Resurgence (2021)
- Necrolution (2024)

### EP
- Inhuman Condition (1992)
- Condenmed to the Shadows (2012)

### Demos
- Agressive Tyrant (1986)
- Chamber of Ages (1986)
- Second Coming (1990)

### Compilaciones
- Tyrants of Death (2006)
- The Second Coming (2008)